# Colias montium
Colias montium is een vlindersoort uit de familie van de Pieridae (witjes), onderfamilie Coliadinae.
Colias montium werd in 1886 beschreven door Oberthür.